# 崔冲
崔冲（：／ Choe Chung，984年—1068年），字浩然，號惺齋、月圃、放晦齋，高丽重臣和儒学学者，历任显宗、德宗、靖宗、文宗四朝翰林学士、谏议大夫、右散常侍、尚书左仆射、参知政事、判西北路兵马事、门下侍中等职，晚年辞官后创立高丽私学，被誉为“海东孔子”:82-83:108。死后谥号文宪。宣宗三年（1086年），配享靖宗廟庭。
崔沖有二子：崔惟善、崔惟吉，另有一女嫁金成洙。崔允儀是崔沖的玄孫。

## 生平
本贯海州，是崔溫的兒子。穆宗八年（1005年）在科举中文科及第，为甲科第一（状元），德宗二年（1033年）升为宰相，文元年任高丽最高官职门下侍中，为官23年:108。1013年，崔冲在担任高丽国史修撰官期间，参加撰写了高丽太祖至穆宗的实录。1037年，他在担任高丽参知政事修国史时参加撰写了《显宗实录》:82-83。文宗七年，崔冲以年满七旬乞退，后在松岳山下首创私学“文献公徒”，又称“九斋学堂”，广收学生，大兴文教。文献公徒设有乐圣斋、大中斋、诚明斋、敬业斋、造道斋、率性斋、进德斋、大和斋、待聘斋，九斋（九个班级）私学堂，教授儒学经典:68。文献公徒的弟子在高丽科举考试表现不凡，颇具影响。文宗九年（1055年），开京先后又出现了11个由出身官僚文人设立的私学。这十二家私学被称为“十二功道”或“十二公徒”
《高丽史·崔冲传》载：“东方学校之兴，盖由冲始，时谓海东孔子”。